# Masterskaya
Masterskaya är ett skivbolag som grundades av Ivan Dorn. Dorns singel "Lemonade" var den första i skivbolagets katalog. År 2019 grundade projektgruppen sitt eget "House of Culture", som har tre inspelningsstudior och en konserthall. Efter de ryska truppernas invasion av Ukraina stängde skivbolaget tillgången till sin musikkatalog för lyssnare från Ryssland och Belarus.

## Artister/grupper
- YUKO[5]
- Constantine
- Musikgrupp O[6][7]
- Ivans Dorns
- Cream Soda